# Rina Fort
Caterina Fort, aludida por el hipocorístico Rina Fort, (Santa Lucia di Budoia, 28 de junio de 1915 - Florencia, 2 de marzo de 1988) fue una asesina italiana que cometió un sonado crimen en la Italia de posguerra ocurrido en la calle de San Gregorio de Milán.
Caterina Fort fue condenada a cadena perpetua e Indultada en 1975 por el Presidente de la República Italiana, después de casi treinta años de reclusión.
Las víctimas del asesinato fueron Franca Pappalardo, de 40 años; Giovanni Ricciardi, de siete años; Giuseppina Ricciardi, de cinco años y Antonio Ricciardi de 10 meses.
El suceso se conoció en la época como «Il caso della Belva di via San Gregorio » (El caso de la bestia de la calle San Gregorio).

## Antecedentes
Rina Fort tuvo una vida difícil, marcada por la tragedia. Su padre falleció accidentalmente mientras ambos recogían setas en la montaña. El padre resbaló y, aunque ella intentó sujetarlo, nada pudo hacer para evitar que cayera por un barranco. Su novio murió de tuberculosis poco antes de que se casaran. Poco tiempo después descubrió que era estéril. Con 22 años se casó con un paisano suyo, Giuseppe Benedet, que ya el día de la boda dio muestras de su desequilibrio mental destinado a convertirse en locura, hasta el punto de tener que ser internado en un hospital siquiátrico, donde murió. Obtenida la separación y recuperado su apellido de soltera,  Rina Fort se trasladó a la casa de su hermana en Milán. En 1945 conoció a Giuseppe (Pippo) Ricciardi, un siciliano propietario de un negocio de tejidos en la calle Tenca, que la contrató como dependienta y acabó por convertirse en su amante, sin saber todavía que estaba casado. Giuseppe tenía esposa, Franca, y tres hijos que vivían en Catania; a pesar de lo cual, la relación entre ambos se mantuvo sin contratiempos, hasta el punto de que Ricciardi presentaba a Fort entre sus amistades y conocidos como su esposa. 
Ocurrió entonces que, por medio de vecinos de Ricciardi naturales de la misma ciudad siciliana donde vivía su familia, la historia de traición llegó a oídos de su mujer y esta decidió reunirse con su marido en Milán adonde llegó con sus hijos en octubre de 1946.
Rina Fort fue despedida de la tienda y volvió a la pastelería en la que trabajaba antes de conocer a Pippo. Aunque la relación entre ambos continuó, la llegada de Franca Pappalardo y sus hijos a Milán los fue separando poco a poco. Además, Franca había quedado embarazada de su cuarto hijo, lo que desencadenó en Rina una gran frustración y recelo hacia su “rival”.

## El caso
El 29 de noviembre de 1946, Rina Fort asesinó a la mujer de su amante, Franca Pappalardo, y a los tres hijos de ambos. En su primera y única confesión, efectuada una semana después, tras extenuantes interrogatorios y sometida a tortura en la comisaría central de Milán, la asesina fue detallando minuciosamente y con una aparente frialdad los pasos seguidos en el crimen:

Aquella noche vagaba sin rumbo, cuando, a la altura de la calle Tenca, automáticamente giré a la derecha y entré en el portal número 40 de la calle San Gregorio; lo atravesé y subí al primer piso despacio y llamé a la puerta de la familia Ricciardi. La señora preguntó quién era y luego abrió la puerta. Entré dándole la mano y ella me saludó cordialmente. Recuerdo que llevaba en brazos al pequeño Antoniuccio. Me llevó a la cocina y nos sentamos, mientras dos de los niños jugaban. Apenas me senté noté un leve malestar, tan evidente que la señora Pappalardo me dio un vaso de agua y limón. Extrañada por mi visita quiso aclarar las cosas y me dijo: «Querida señora, debería tranquilizarse y dejar en paz a Pippo, que tiene una familia con hijos. Tiene que olvidar esta historia. Porque soy buena y amable, pero si me irrita más, haré que se tenga que volver a su pueblo».
Aclaro que antes de darme el vaso de agua, la señora puso al bebé en la trona y después de haberme hablado me llevó una botella de licor y me ofreció una copa. Tuvo que ir al salón porque no encontraba el sacacorchos en la cocina. En ese momento cogí la botella, rompí el cuello, me llené un vaso hasta arriba y me lo bebí.
Afectada por el alcohol y ciega de celos por lo que me había dicho antes la señora Pappalardo, me levanté y me fui a buscarla. Nos encontramos en el pasillo y al verme se asustó, retrocediendo. Entonces, me abalancé sobre ella golpeándola repetidas veces con una barra de hierro que había cogido en la cocina.
La señora Pappalardo cayó al suelo medio muerta y yo continué golpeándola con la barra. Mientras la golpeaba, el pequeño Giovannino se aferró a mis piernas para defenderla. Entonces lo empujé con fuerza hacia el pasillo y comencé a golpearlo también a él. Algunos golpes dieron en la pared y otros en su cabeza. Después entré en la cocina y golpeé a Pinuccia; y a Antoniuccio, que estaba sentado en la trona y al que le di un solo golpe en la cabeza.
Mientras tanto, Giovannino se estaba levantando del rincón donde lo había dejado, así que me fui hacia él y volví a golpearlo hasta que cayó con la cabeza junto a la puerta de la cocina. Pinuccia estaba como muerta en el suelo de la cocina junto a la mesa. Aterrorizada por la horrible escena salí de la casa y bajé las escaleras, sentándome dentro del portal delante de la puerta de acceso a un bajo comercial. En el interior se escuchaban los ladridos rabiosos de un perro. Quise volver a subir al piso pero me equivoqué de camino y aparecí bajo los escalones que conducían al sótano.
Me quedé sentada un rato en el primer escalón para recobrar el aliento y después volví a subir al apartamento, donde las luces estaban encendidas, como las había dejado. La señora Pappalardo y sus tres hijos continuaban vivos. Entré en el dormitorio, me quité los zapatos y me puse unos de Ricciardi. Por encima del abrigo me coloqué una chaqueta y después abrí unos cuantos cajones cogiendo una cantidad imprecisa de billetes y algunas joyas de oro. Revolví toda la casa, no sé muy bien por qué. Aún estaban vivos. El pequeño respiraba; la madre se movía; Pinuccia jadeaba. La Pappalardo me miraba con los ojos fuera de sus órbitas y me decía casi sin voz «¡Desgraciada!, ¡Desgraciada! Te perdono porque Giuseppe te quiere.» Luego añadió: «Te lo ruego, los niños, los niños...»
Me pedía ayuda la señora, mientras seguía moviéndose. Gemía. Después dejó caer la cabeza. Entonces me dirigí de nuevo al dormitorio pasando por encima de ella y pisándola con todo el peso de mi cuerpo. Ya no hablaba pero seguía respirando. Sin darme cuenta de lo que estaba haciendo derramé un líquido [amoniaco] en la cara de las víctimas, y antes de irme les metí en la boca trapos empapados en el mismo líquido. Luego dejé los zapatos en la mesilla de noche y la chaqueta donde la había encontrado. Las víctimas agonizaban todavía cuando cerré la puerta y bajé las escaleras. Me fui a mi casa y me comí dos huevos fritos con colines. Al día siguiente fui al trabajo como si tal cosa...

### Las pesquisas
El asesinato lo descubrió al día siguiente la nueva dependienta de Ricciardi, Pina Somaschini, que se había acercado a la vivienda de la calle San Gregorio para pedirle a la señora Pappalardo las llaves de la tienda. Los cadáveres de las víctimas yacían en el suelo en medio de inmensos charcos de sangre, trozos de cerebro esparcido y restos de vómitos. La señora Pappalardo y el hijo mayor en la entrada del piso y los dos hijos menores en la cocina. La portera de la finca dijo que había cerrado el portal a las nueve de la noche en punto como hacía siempre, aunque sin el cerrojo, que estaba estropeado, por lo que se podía entrar sin dificultad.
La investigación del caso le fue asignada al comisario Mario Nardone, conocido como el Maigret italiano, famoso por la contundencia en abordar los casos, a los que aplicaba los métodos expeditivos habituales en la época.
Para la policía el asesino era alguien conocido de la víctima, pues la señora le había abierto la puerta y le había ofrecido una bebida. Podrían incluso haber sido dos, ya que se encontraron tres vasos en la cocina, uno de ellos con marcas de carmín. Se comprobó que faltaban algunas piezas de plata de escaso valor, sin duda para simular un robo que acabó en asesinato.
Los investigadores, sin embargo, descartaron de inmediato la hipótesis del robo, pues la familia se encontraba en condiciones económicas precarias y el negocio de Ricciardi estaba al borde de la quiebra, con numerosas deudas e impagos. Todo apuntaba a un crimen pasional, en especial por haber sido asesinados los niños, que para unos ladrones nunca habrían sido unos testigos peligrosos.
Entre los dedos de la víctima adulta se encontraron cabellos de mujer, lo que significaba que antes de morir había luchado con su asesina. Además, en el escenario del crimen se encontró rota en pedazos una fotografía de los Ricciardi el día de su boda.
La jornada del asesinato Giuseppe Ricciardi se encontraba en Prato por trabajo. Localizado e informado de lo sucedido, se le interrogó, saliendo a relucir el nombre de Rina Fort, su empleada y amante desde septiembre de 1945. La policía fue a buscarla a su casa en la calle  Mauro Macchi 89 y después a la pastelería donde trabajaba en la calle Settala 43. Fue arrestada mientras desayunaba en un bar frente a la pastelería, y llevada a la comisaría.
El interrogatorio comenzó el 30 de noviembre de 1946, casi 24 horas después del cuádruple homicidio. Rina Fort admitió haber trabajado para Ricciardi, pero negó que fueran amantes y dijo desconocer dónde se encontraba. Negó también haber participado en los hechos.
Interrogada por el comisario Di Serafino, después de 17 horas cedió, admitiendo su relación con  Ricciardi  hasta la llegada de su mujer.
Más adelante reconoció su participación en el crimen acusando a Ricciardi y a un supuesto socio que llamó «Carmelo» de ser los instigadores, añadiendo que la intención era que ella y Carmelo simularan un robo para intimidar a Franca Pappalardo y hacerle creer que Milán era una ciudad muy peligrosa y que lo mejor sería que volviese a Catania; sin embargo, según Rina Fort, ya en el domicilio la situación se precipitó a causa de un cigarrillo drogado que «Carmelo» le ofreció.

### El juicio
El 10 de enero de 1950 la sala de lo penal del Tribunal de Milán inició el proceso contra Caterina Fort, bajo la acusación de masacre. Fort, defendida por el abogado Antonio Marsico, acudió a todas las audiencias luciendo al cuello una vistosa bufanda amarilla que le valió el apodo de «la bestia de la bufanda amarillo canario». Entre las sesiones habló a la prensa presentándose como ajena a la causa juzgada por hechos tan atroces, llegando a preguntarle a una periodista si pensaba que estando tan tranquila podría estar cargando sobre su conciencia el asesinato de aquellos niños.
Giuseppe Ricciardi confirmó su coartada: estaba en Prato ralizando unas compras de material para su negocio. Negó además, cualquier relación con una trama homicida contra su propia familia, constituyéndose como parte civil contra la examante. Rina no reconoció en la sala de la de la audiencia a Zampulla, el tal «Carmelo» al que acusó de cómplice.
Durante el proceso quedó reflejado a partir de la línea acusatoria del fiscal Giovanni De Matteo que Franca fue asesinada por «18 golpes en la cabeza con una barra metálica u otro objeto similar, mientras que los dos hijos mayores recibieron entre siete y nueve golpes. Solamente uno fue necesario para acabar con la vida del pequeño Antonio.»
Al término del juicio oral Rina Fort declaró ante la sala:

Puedo decir que no temo a la sentencia. Será lo que quieran los jueces. ¿De qué sirve que me condenen a cinco años o a cadena perpetua? ¡Ahora ya soy la Fort!

Rina Fort fue trasladada de la cárcel de San Vittore en Milán a la de Perugia.
El 9 de abril de 1952 fue condenada a cadena perpetua, mientras que Zampulla, que pasó veinte meses de prisión y murió de un ataque al corazón, y Ricciardi fueron absueltos de cualquier acusación, si bien las observaciones de los investigadores sobre el escenario del crimen presentaron numerosas lagunas y permaneció la duda de que una mujer sin ayuda hubiese podido cometer un asesinato de aquellas dimensiones con tanta violencia.
El último recurso presentado al tribunal de casación confirmó el 25 de noviembre de 1953 la pena a cadena perpetua.
Rina Fort rechazó durante el proceso ser la única culpable de la masacre. En una carta a su abogado se reafirmaba en su inocencia acerca de la muerte de los niños:

No es la dimensión de la pena lo que me asusta. Hay una parte del delito que no he cometido y no estoy conforme.

### La condena
Rina Fort cumplió parte de su condena en Perugia hasta 1960 cuando, por motivos de salud, fue transferida a la cárcel de Trani donde el clima era más favorable. Después sería trasladada a la cárcel delle Murate de Florencia.
Pidió y obtuvo el perdón de la familia Pappalardo, y el 12 de septiembre de 1975 se benefició del indulto otorgado por el presidente de Italia Giovanni Leone. Ese mismo año moría Giuseppe Ricciardi, que había rehecho su vida, se había casado nuevamente y tenía un hijo.
A partir de 1975 Rina Fort retomó el apellido de casada Benedet, de su exmarido fallecido Giuseppe Benedet, viviendo una vida reservada junto a una familia que la acogió tras su excarcelación hasta su muerte por infarto el 2 de marzo de 1988.